# نسبة الضغط الكلي

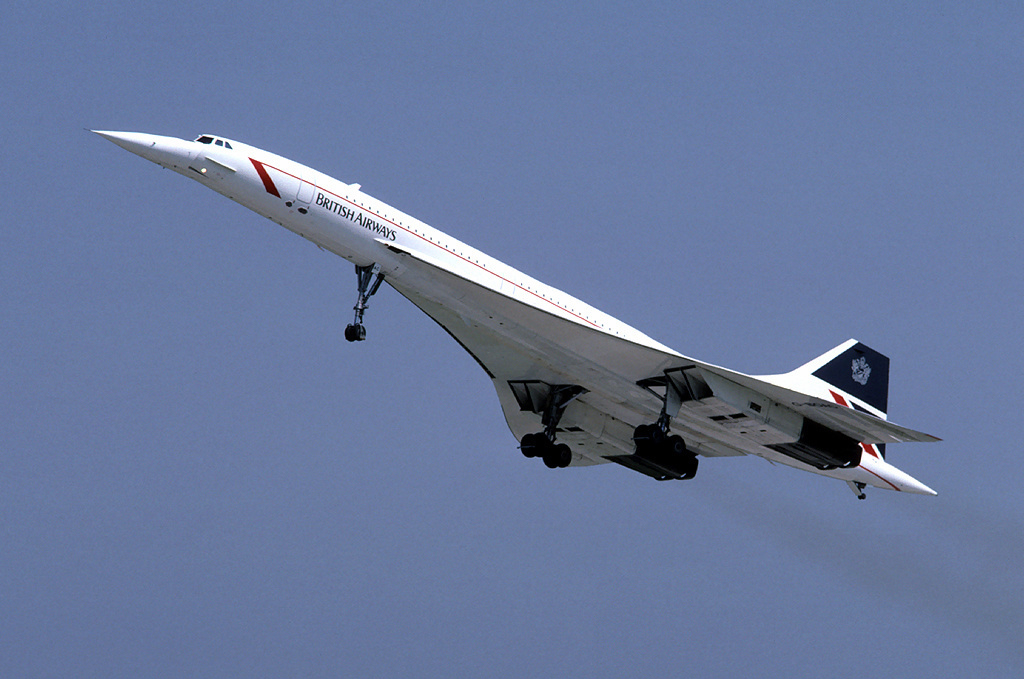
طائرة كونكورد_خطوط الطيران البريطانية 1983_أنتجت عام 1965 و استمر إنتاجها حتي عام 1979_أجرت أول رحلة لها عام 1976 و توقف استخدامها عام 2003

في هندسة الطيران, تعرف نسبة الضغط الكلي (بالإنجليزية: Overall pressure ratio)‏ أنها نسبة ضغط الركود(بالإنجليزية: Stagnation pressure)‏ عند مقدمة ومؤخرة ضاغط المحرك النفاث.

و تزداد الكفاءة بشكل عام كلما زادت نسبة الضغط الكلي لكن أيضا يزداد وزن المحرك مما يؤدي لاختيار نسب متوسطة لنسبة الضغط الكلي.

## تاريخ نسب الضغط الكلي

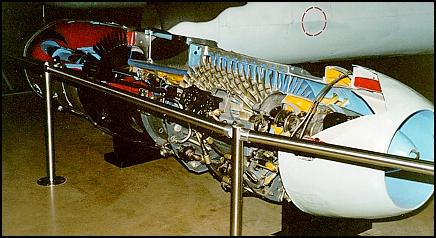
قطاع في محرك نفاث توربيني_ جانكرز جومو 004 بالمتحف القومي للقوات الجوية الأمريكية, إستخدم عام 1940

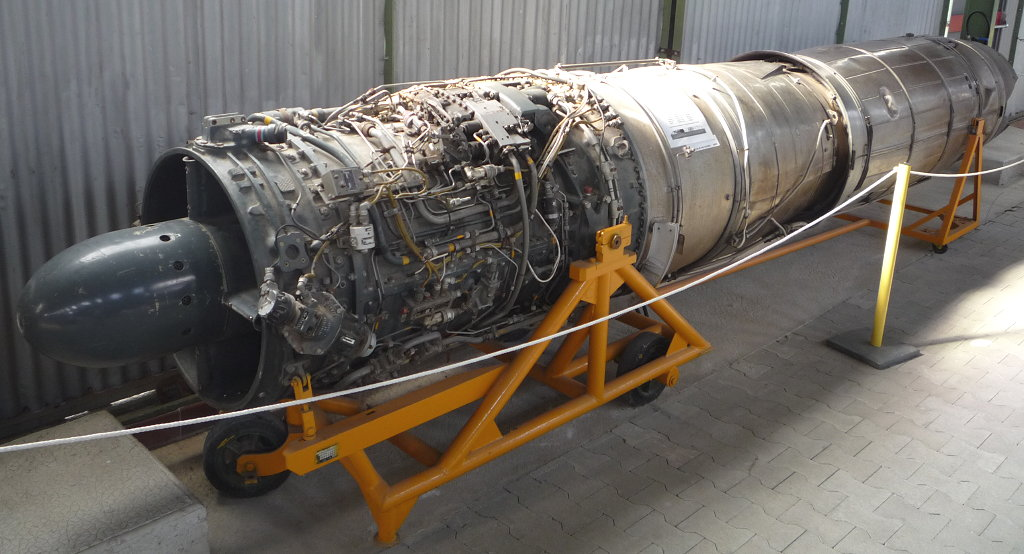
محرك نفاث توربيني_ سنيكما أتار 101, فرنسي الصنع إستخدم أول مرة عام 1948

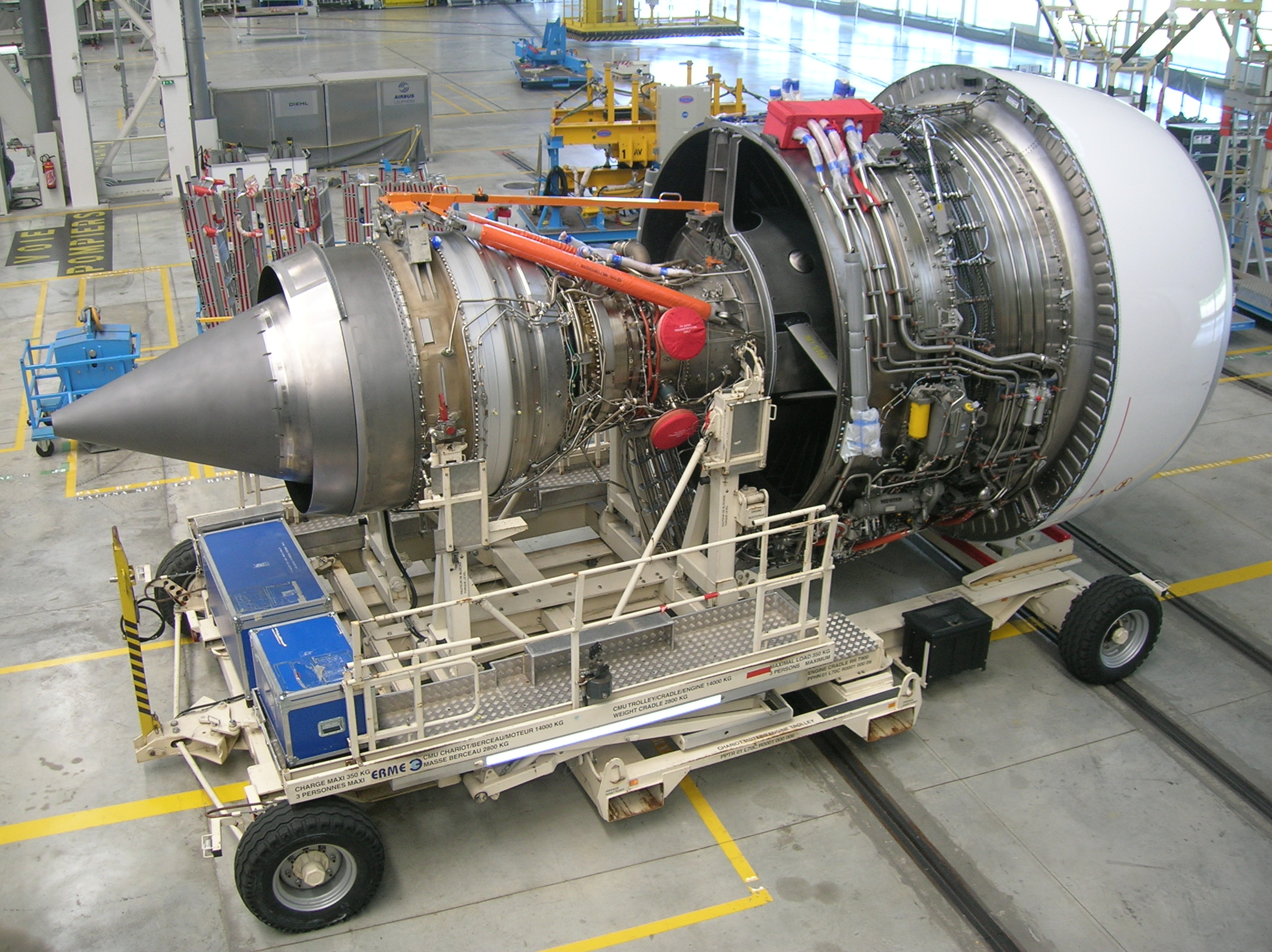
محرك نفاث توربيني_رولز رويس ترينت900, في خط التجميع

في المحركات النفاثة الأولية كانت نسبة الضغط منخفضة ومحدودة بسبب عدم دقة تصميم الضاغط فضلا عن حدود الإجهادات التي تستطيع مواد التصنيع آنذاك تحملها.

على سبيل المثال كانت نسبة الضغط في محرك "جانكرز جومو 004"_أول محرك نفاث توربيني واستخدم في الحرب العالمية الثانية_ 3.14:1 , ثم إرتفعت بعد الحرب العالمية الثانية إلي 5.2:1 في محرك إسنيكما أتار_محرك نفاث توربيني محوري السريان فرنسي الصنع_ و بمرور الزمن تحسنت عمليات التصميم واستخدمت مواد ذات خواص أفضل في صنع ريش الضاغط كما ظهرت المراحل المتعددة في الضاغط و التربينة للمحرك النفاث مما أدي إلى ارتفاع قيمة نسبة الضغط الكلي بشكل كبير.

حيث تعمل اليوم المحركات النفاثة المستخدمة في الأغراض المدنية علي نسبة ضغط بين 30:1 و 40:1, و على سبيل المثال يعمل محرك رولز رويس ترينت900 المستخدم في طائرة إيرباص A380 علي نسبة ضغط 39:1.

## مميزات نسب الضغط الكلي المرتفعة
تؤدي نسب الضغط الكلي المرتفعة إلى السماح باستخدام فوهة (بالإنجليزية: Nozzle)‏

_في مؤخرة المحرك_ النسبة بين مساحتي دخول وخروج الغازات منها كبيرة مما يؤدي إلى تحويل كمية أكبر من المحتوي الحراري_الإنثالبي_ للغازات الخارجة من التربينة إلي طاقة حركة فتزيد سرعة خروج الغازات من المحرك فتزيد القوة الدافعة.

كما يؤدي أيضا ارتفاع نسب الضغط الكلي إلى تحسين المعدل النوعي لإستهلاك الوقود.

## عيوب نسب الضغط الكلي المرتفعة
تعتبر ارتفاع درجة حرارة الهواء نتيجة انضغاطه من العناصر الرئيسية المحددة لقيمة نسبة الضغط الكلي. حيث تزداد درجة حرارة الهواء تدريجيا أثناء زيادة ضغطه في مراحل الضاغط المتتالية، وقد تصل درجة الحرارة لقيم مرتفعة فتشكل خطرا علي ريش الضاغط وتزيد من احتمالية انهيارها نتيجة زيادة الإجهادات الحرارية عن القيمة المسموح بها للمواد المصنعة منها الريش.

و تعتبر المرحلة الأخيرة من الضاغط أكثر المراحل عرضة لهذا الأمر لذلك فإن الحفاظ علي درجة حرارة خروج الهواء من الضاغط في مدي معين يعتبر دليل علي الكفاءة، ولإتمام ذلك يتم استخدام بعض الهواء من المراحل الأولي للضاغط لتبريد الريش في المراحل الأخيرة منه.

يتم ضبط نسبة الضغط الكلي في المحركات النفاثة المستخدمة في الطائرات ذات الأغراض المدنية بتحليق الطائرة لارتفاعات عالية نظرا لانخفاض الضغط و درجة الحرارة فيسهل التخلص من بعض الحمل الحراري في الضاغط، وبالتالي يسهل تعديل نسبة الضغط.

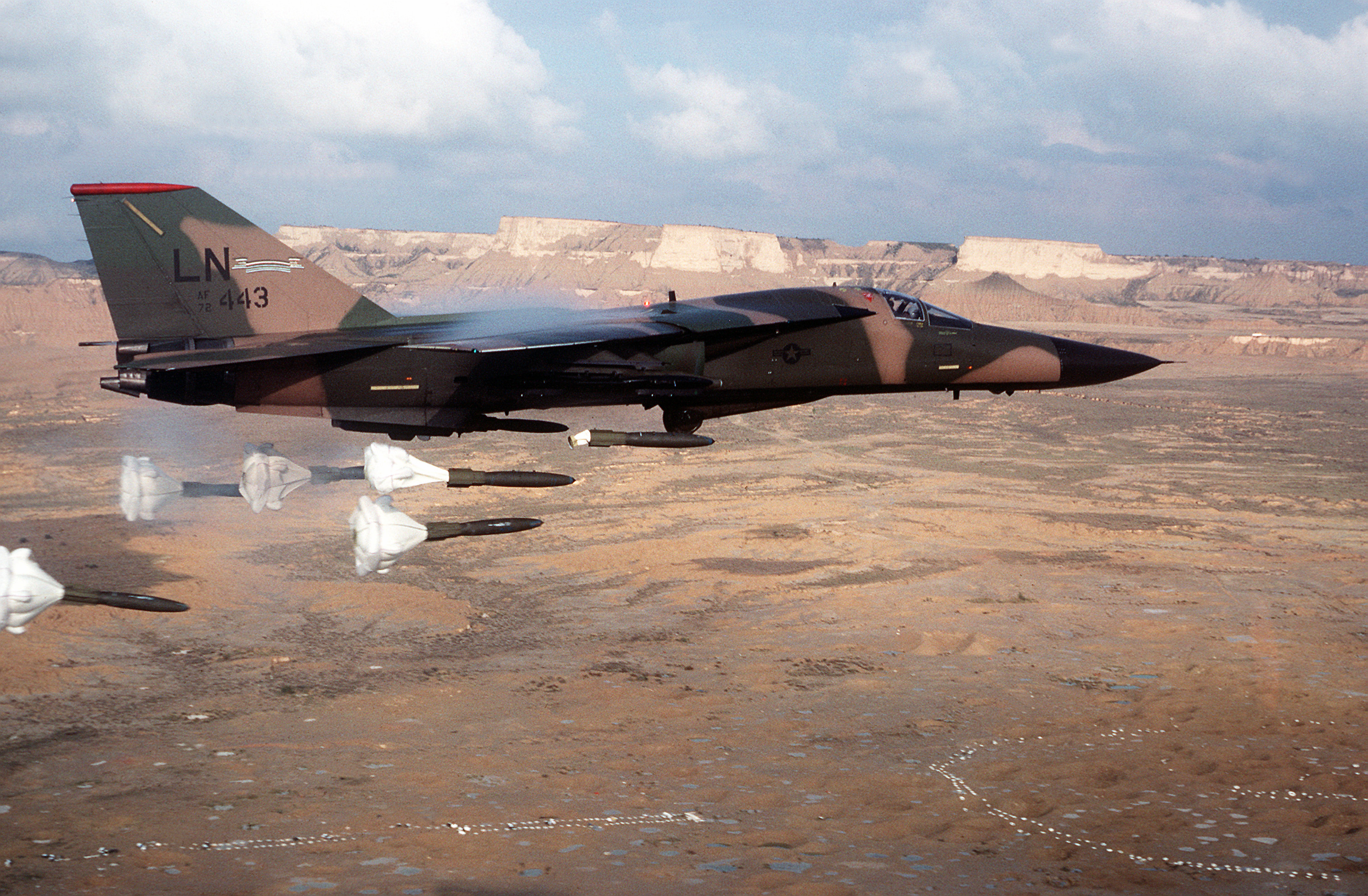
جنرال دايناميكس F111 خنزير الأرض

أما محركات الطائرات العسكرية فعادة ما تعمل تحت ظروف تزيد من الحمل الحراري المعرضة له. على سبيل المثال فإن طائرة جنرال دايناميكس F111 خنزير الأرض

(بالإنجليزية: General Dynamics F-111 Aardvark)‏ كانت تعمل عند سرعات تصل إلى 1.1 ماخ عند سطح البحر, و نتيجة للحمل الحراري الكبير المعرضة له تلك الطائرات فإن نسبة الضغط الكلي لمحركات الطائرات العسكرية كانت منخفضة، فعلى سبيل المثال كانت نسبة الضغط الكلية 20:1 في محرك برات آند و يتني TF30 _المستخدم في طائرة F-111 و مع تطور التكنولوجيا تحسنت نسبة الضغط الكلي، ففي محركات جنرال إليكتريك F110 و برات أند ويتني F135 بلغت 30:1.

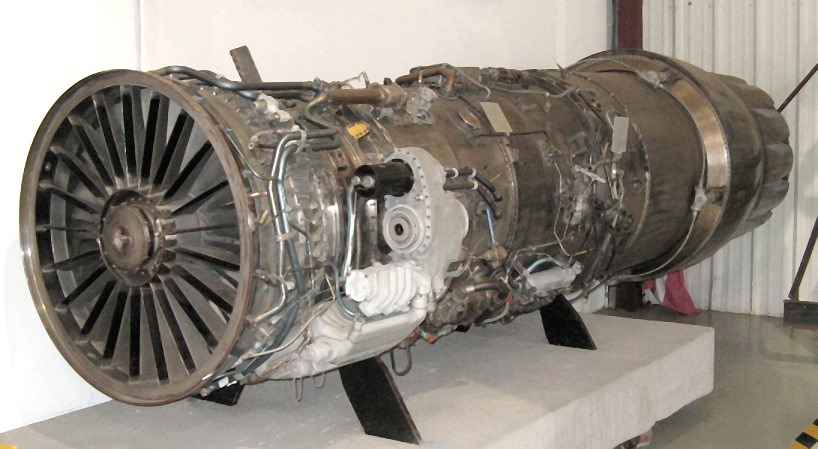
برات آند و يتني TF30 بمتحف للطائرات العسكرية بفلوريدا

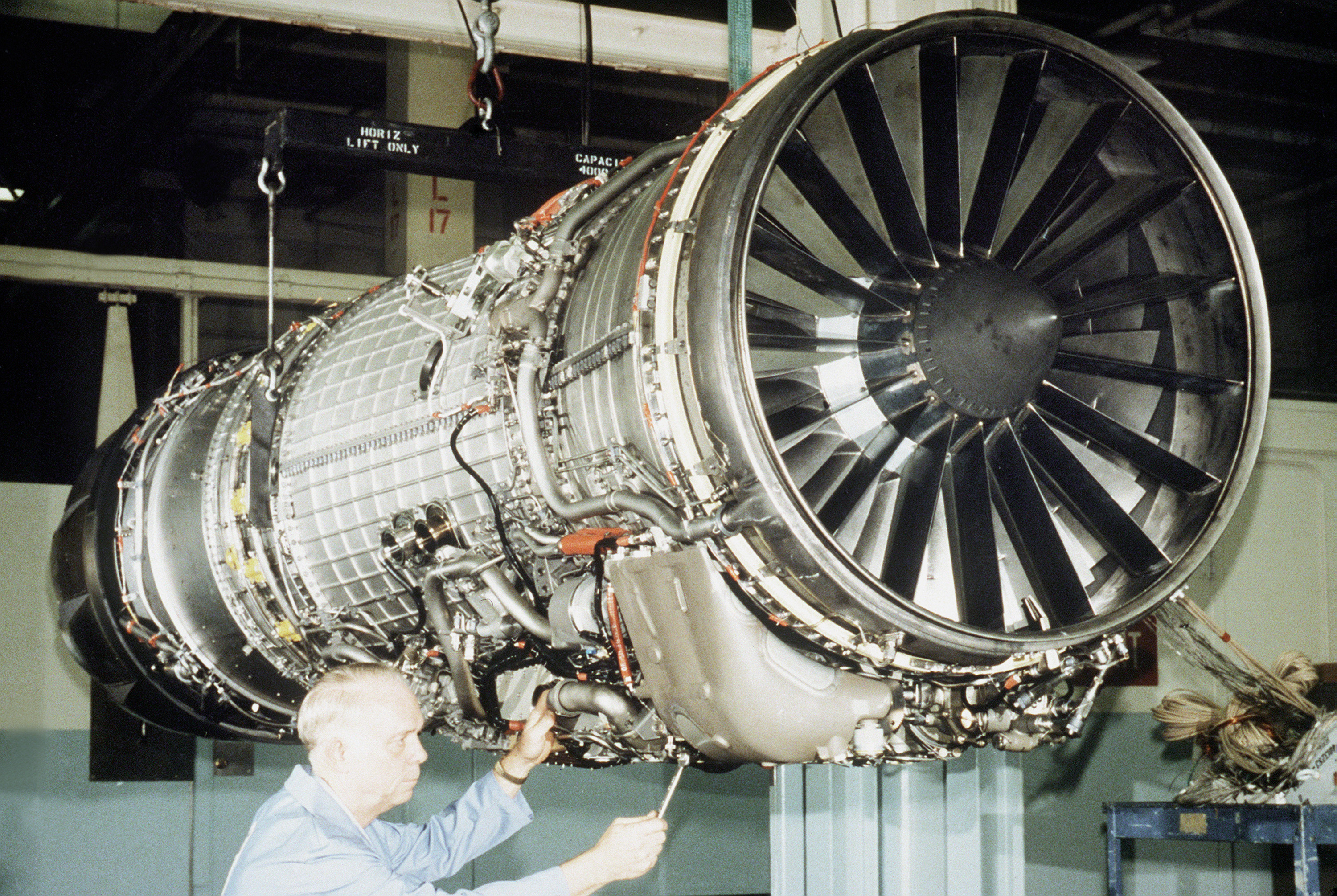
صيانة في محرك جنرال إليكتريك F110 المروحي ليستخدم في طائرةF-16, عام 1986

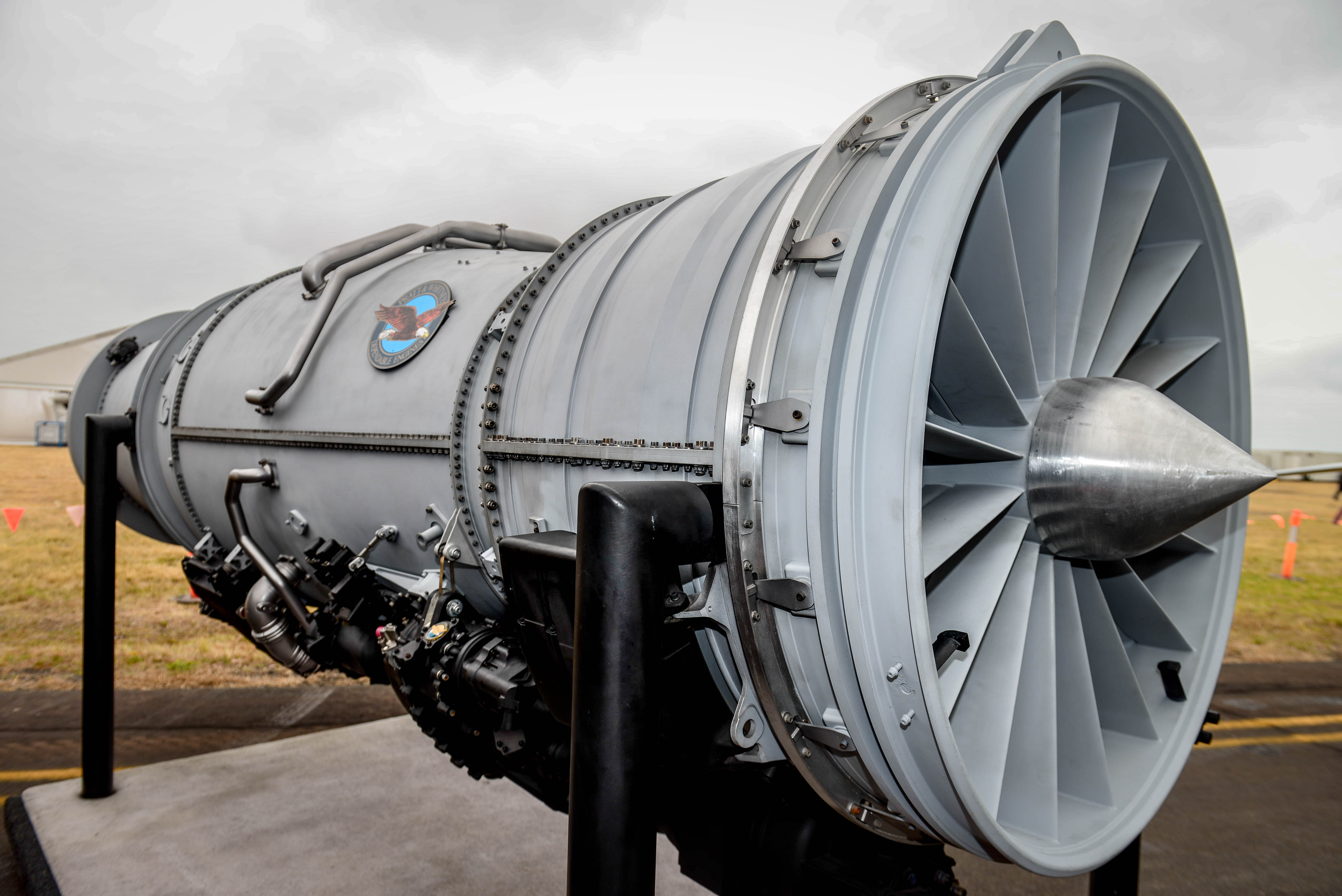
محرك برات أند و يتني F-135 في عرض للذكري المئوية لسلاح الجو الملكي الأسترالي العسكري عام 2014

عامل أخر يؤثر في تحديد نسبة الضغط الكلي هو وزن المحرك، حيث يزداد وزن المحرك نتيجة زيادة مراحل الضاغط لزيادة نسبة الضغط مما يؤدي لزيادة كمية الوقود المطلوب. و لذلك يتم تحديد نسبة ضغط مناسبة بناء على كل العوامل السابق ذكرها وبناء على الغرض المطلوب من محرك الطائرة.

## أمثلة

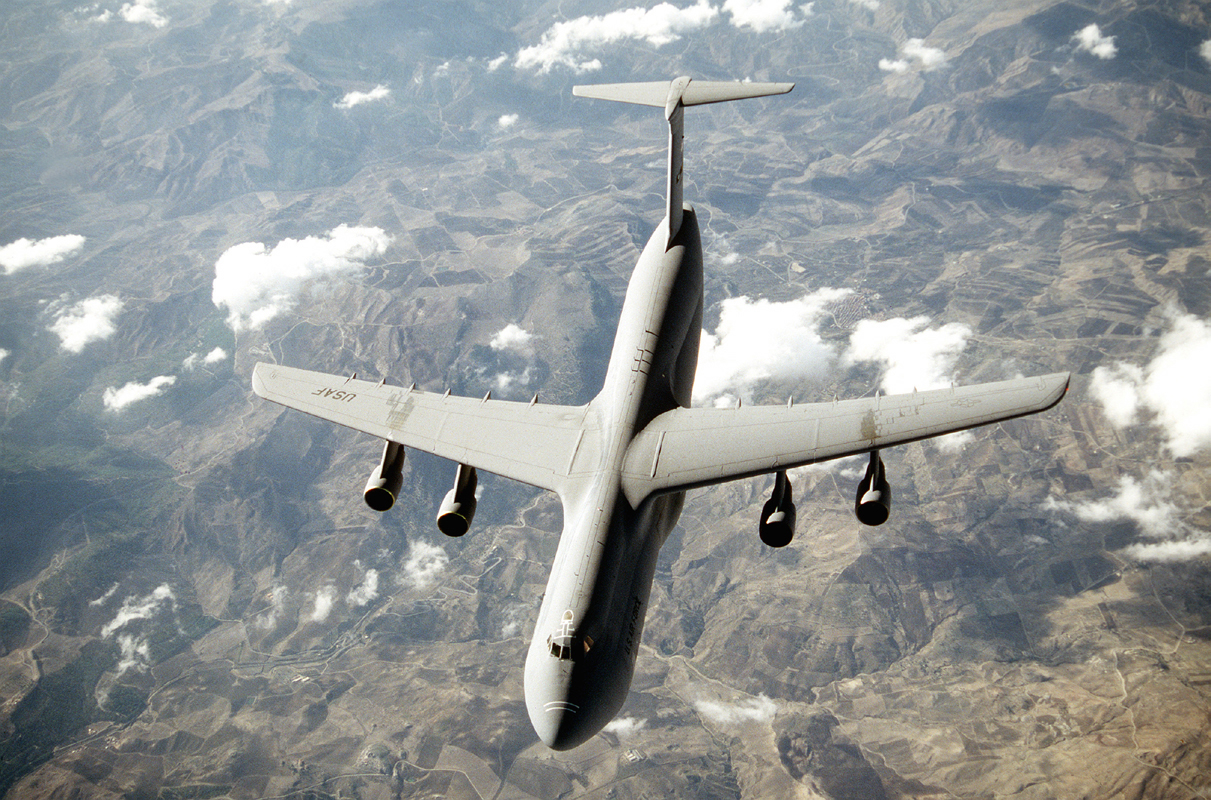
طائرة لوكهيد C5 جلاكسي_خطوط الطيران الأمريكية_أول رحلة لها كانت عام 1968

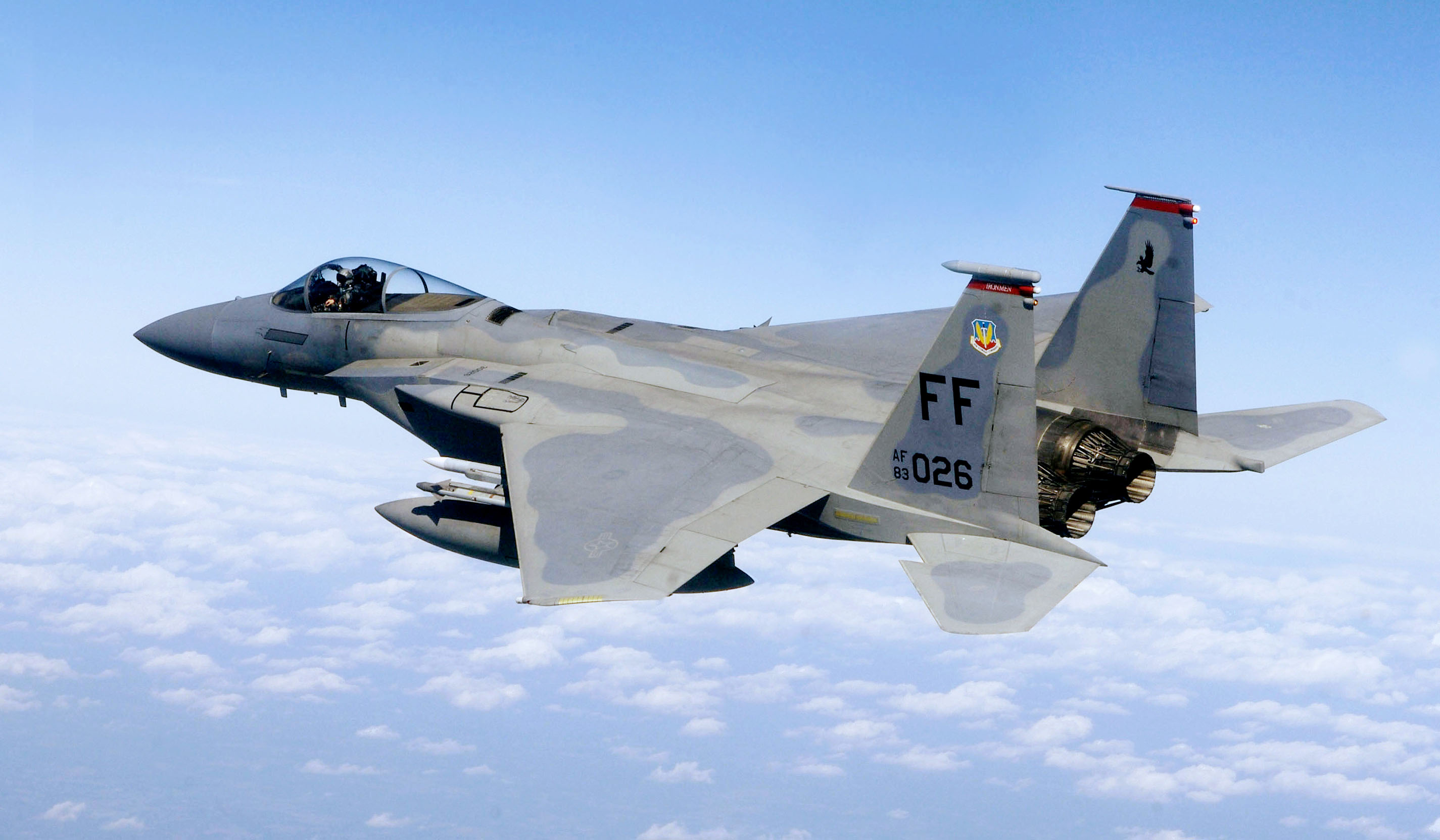
طائرة نسر F15_أول تحليق لها كان عام 1972 و مازالت تستخدم حتي الآن

| المحرك                       | نسبة الضغط الكلي | الاستخدام                                                                    | ملاحظات |
| ---------------------------- | ---------------- | ---------------------------------------------------------------------------- | --- |
| رولز رويس ترينت XWB          | 1:52             | يستخدم في طائرة أير باص A350 XWB                                             | |
| جينرال إليكتريك GE90         | 1:42             | يستخدم في طائرة بوينغ 777                                                    | |
| جينرال إليكتريك CF6          | 1:30٫5           | يستخدم في طائرات: بوينغ 747، بوينغ 767, آير باص A300, لوكهيد C5 جلاكسي, MD11 | |
| جينرال إليكتريك F110         | 1:30             | يستخدم في طائرات F14_ نسرإف-15 إيغل_F16                                      | |
| برات آند ويتني TF30          | 1:20             | يستخدم في طائرات F14 وجنرال دايناميكس F111 خنزير الأرض                       | |
| رولز رويس-سنيكما أوليمبس 593 | 1:15٫5           | كونكورد                                                                      | في الكونكورد تستخدم فوهة دخول فوق صوتية(بالإنجليزية: Supersonic inlet nozlle)‏ فتساعد في رفع نسبة الضغط الكلي إلي 1:80 |

## الإختلاف عن المصطلاحات المشابهة
لا يجب أن يحدث خلط بين مصطلح نسبة الضغط الكلي ومصطلح نسبة الإنضغاط (بالإنجليزية: Compression ratio)‏ المستخدم في المحركات الترددية (بالإنجليزية: reciprocating engines)‏. حيث يعبر مصطلح نسبة الانضغاط عن نسبة حجم خليط الوقود في إسطوانة المحرك عندما يكون المكبس عند النطقة الميتة العليا إلي حجم الخليط عندما يكون المكبس النقط الميتة السفلى أي أنه يعتمد علي موضع المكبس في الإسطوانة.

و هذا عكس تعريف مصطلح نسبة الضغط الكلي المستخدم في محركات التربينات الغازية.

## نسبة الانضغاط مقابل نسبة الضغط الكلي
لأي خليط من الغازات يمكن ربط نسبة الضغط الكلي ونسبة الانضغاط كما في الجدول التالي

| نسبة الانضغاط r | نسبة الضغط الكلي Pr |
| --------------- | ------------------- |
| 1:1             | 1:1                 |
| 1:3             | 1:4                 |
| 1:5             | 1:10                |
| 1:10            | 1:22                |
| 1:15            | 1:40                |
| 1:20            | 1:56                |
| 1:25            | 1:75                |
| 1:35            | 1:110               |

و كما ذكرنا سابقا يرجع هذا الاختلاف في القيم بين النسبتين أن نسبة الإنضغاط_ و يرمز لها r_ نسبة حجوم
كما توضح المعادلة التالية

{\displaystyle R={\frac {V_{1}}{V_{2}}}}
حيث:
- V1: حجم الخليط عندما يكون المكبس عند النقطة الميتة العليا.
- V2: حجم الخليط عندما يكون الخليط عند النقطة الميتة السفلى.

بينما نسبة الضغط الكلي_ و يرمز لها pr_ نسبة ضغوط، كما توضح المعادلة التالية
{\displaystyle PR={\frac {P_{2}}{P_{1}}}}.
حيث:
- P2: الضغط الكلي عند موضع الخروج من منطقة الدراسة_ لو ضاغط تكون عند مؤخرة الضاغط_.
- P1:الضغط الكلي عند موضع الدخول إلى منطقة الدراسة_ لو ضاغط تكون عند مقدمة الضاغط_.

و يمكن الربط بين النسبتين من خلال قوانين مخاليط الغازات كما توضح المعادلات التالية

{\displaystyle {\frac {P_{1}V_{1}}{T_{1}}}={\frac {P_{2}V_{2}}{T_{2}}}\Rightarrow {\frac {V_{1}}{V_{2}}}={\frac {T_{1}}{T_{2}}}{\frac {P_{2}}{P_{1}}}\Leftrightarrow r={\frac {T_{1}}{T_{2}}}PR}
بما أن درجة الحرارة T2 أكبر من T1 (نتيجة عملية الانضغاط) فإن نسبة الانضغاط تكون أقل بكثير من نسبة الضغط الكلي.